# 新疆生产建设兵团第二师三十六团
新疆生产建设兵团第二师三十六团是中华人民共和国新疆生产建设兵团第二师下辖的一个团，与新疆维吾尔自治区铁门关市米兰镇实行“团镇合一”的管理体制，2017年10月，由第四师可克达拉市代管。

## 行政区划
新疆生产建设兵团第二师三十六团下辖以下单位：
米兰社区、第一连队、第二连队、第五连队、第三连队、第六连队、石棉矿生活区、洼地钾盐矿生活区、第四连队、乌尊硝钾盐矿生活区。